# Gare de Skotbu
La gare de Skotbu est une gare ferroviaire norvégienne de la ligne d'Østfold (Østre linje), située sur le territoire de la commune de Ski dans le comté d'Akershus.
Mise en service en 1908, c'est une halte voyageurs de la Norges Statsbaner (NSB). Elle est distante de 32,09 km d'Oslo. 

## Situation ferroviaire
La halte de Skotbu se situe entre les gares de Kråkstad et de Tomter.

## Histoire
Lorsque la halte fut inaugurée en 1908, elle s'appelait alors Skodbo. L'orthographe actuel est apparu en 1926.

## Service des voyageurs

### Accueil
C'est une halte sans personnel, disposant  d'abris pour les voyageurs  .

### Desserte
Skotbu est desservie par des trains locaux en direction de Skøyen et de Rakkestad. 

### Intermodalités
Un parking, de 20 places, pour les véhicules et un parc à vélo y sont aménagés .